# Cá vàng đuôi quạt

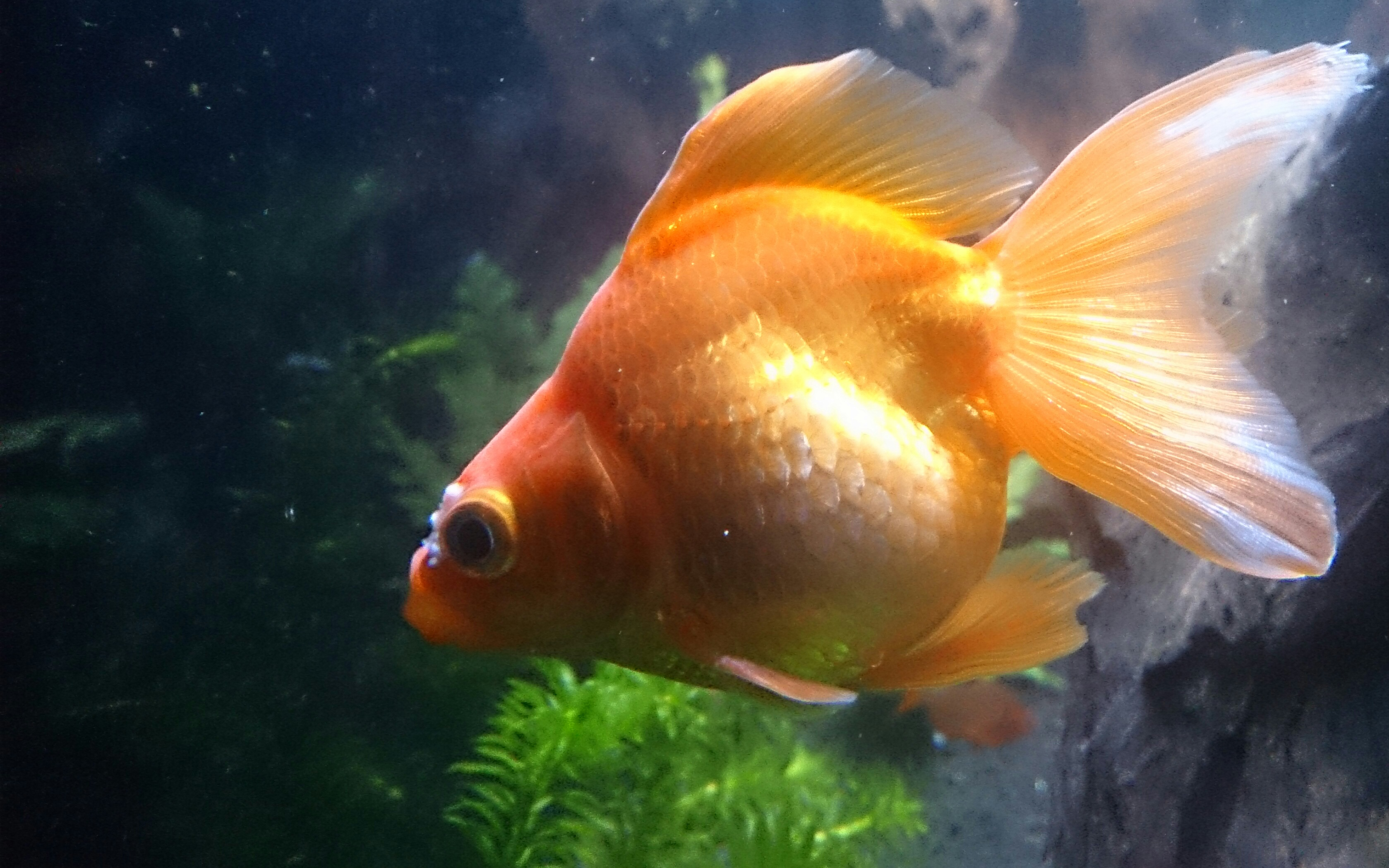
Cá vàng đuôi quạt

Cá vàng đuôi quạt (Fantail Goldfish) là một giống cá vàng có nguồn gốc từ Nhật Bản và Trung Quốc. Đuôi quạt là một trong những dòng cá vàng đuôi kép đầu tiên, và được lai tạo thông qua đột biến tự nhiên ở Trung Quốc. Đuôi quạt còn được gọi là "cá chữ" bởi vì hình dạng bên ngoài của nó giống như chữ "tự" (trong chữ viết tiếng Hán).

## Đặc điểm

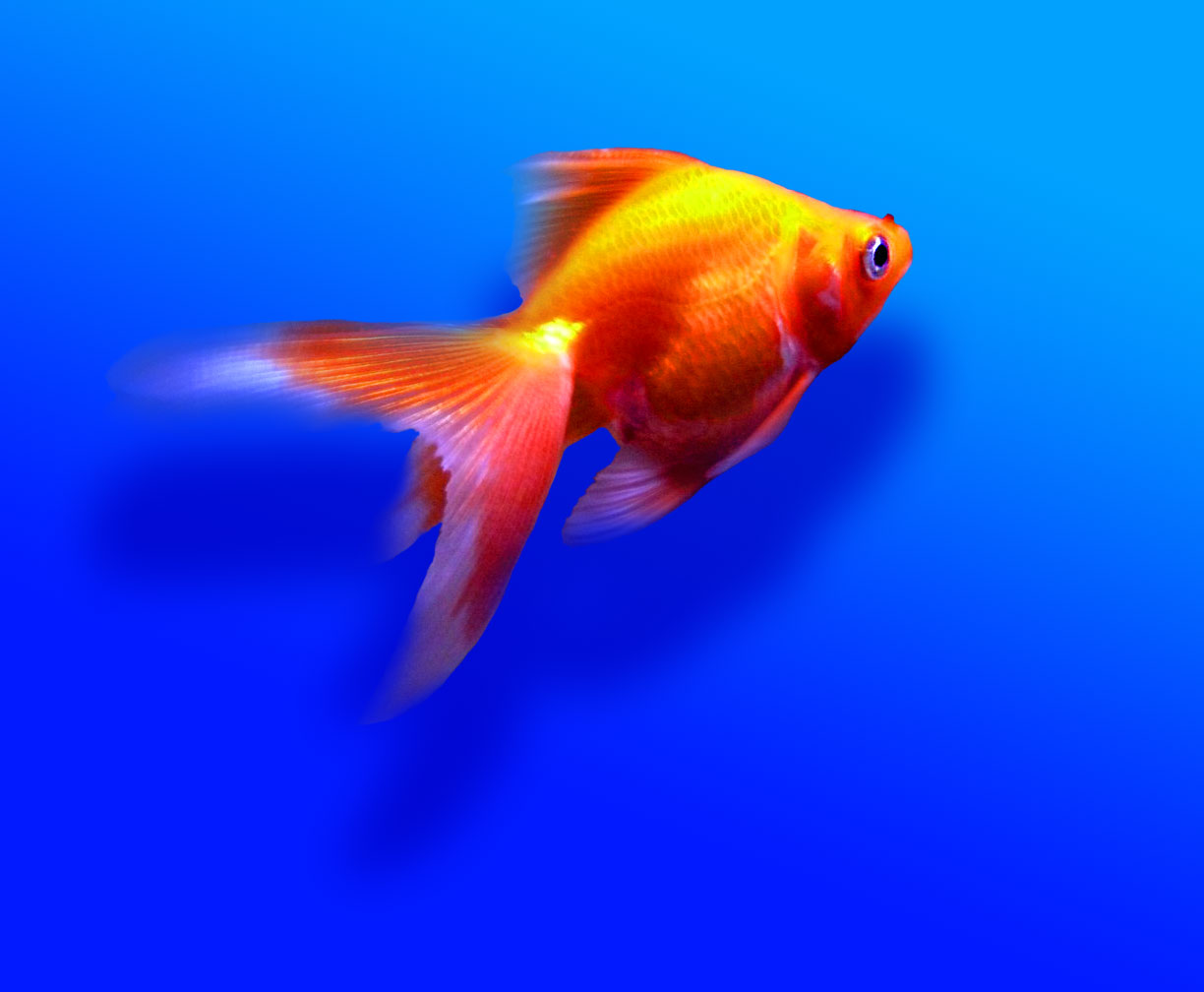
Cá vàng đuôi quạt

Cá đuôi quạt rất to con, có con lớn đến 25–30 cm. Tổng chiều dài của cá là 18 cm, chiều dài cơ thể 5,5 cm, chiều cao >3/5 chiều dài cơ thể. Độ rộng thân khoảng từ 1/2 đến 5/8 chiều dài thân. Đuôi là dạng đuôi kép (vây đuôi đôi hoặc chẻ ra) và các phần đuôi phải tách biệt trên 90%, đuôi dài khoảng từ 1/4 đến 1/2 chiều dài thân, hai phần đuôi phân tách trên 75% chiều dài đuôi.
Thân rộng, ngắn và vây lưng trương thẳng, khoảng 1/3 đến 1/2 độ rộng thân, các vây còn lại tỷ lệ với hình dạng và kích thước của thân. Vây hậu môn có hai thùy. Vây lưng lớn và trương thẳng. Nó có một vây lưng đơn và các vây khác theo từng cặp. Vây ngực và vây bụng phải tròn, ngắn và cân xứng. Đuôi quạt có hai dạng đuôi tiêu chuẩn, gồm đuôi dài và ốm hoặc đuôi ngắn và mập.
Đuôi quạt có nhiều màu, gồm cam, vàng, trắng, xanh lá cây nhạt, vàng-nâu, vải hoa và đen, nâu với màu xanh dương viền xung quanh. Ngoài ra cũng có thể màu kim loại. Mật độ màu sắc trên cá cao. Cá lớn thường có màu đậm, đặc biệt nếu được nuôi ngoài ao. Đuôi quạt có ba loại vảy gồm ánh kim, bán kim và phi kim. Vảy ánh kim gồm cam, đỏ-trắng và trắng. Vảy bán kim gồm nhị sắc, tam sắc, đỏ đơn sắc và vải hoa (có hay không có các đốm). Vảy phi kim gồm tím, nhị sắc và tam sắc. 

## Tập tính
Chúng sống ở tất cả các tầng nước trong bể, thích bơi giữa những cây thủy sinh. Cá có thể thích nghi khi nuôi trong ao và sống chung với những dòng cá vàng đuôi đơn khác. Cá đuôi quạt bơi lội linh lợi và hoàn toàn mạnh khỏe, dòng cá này rất dễ chăm sóc so với các dòng cá vàng đuôi đơn. Cá cần 20 gallon nước/con, nhiệt độ: 18-22 °C, duy trì pH 6,5-7,5 và dH 4-20. Chúng ăn tạp, dễ sinh sản nhất. Cá con nở sau 5-6 ngày. Tuổi thọ từ 12-15 năm. 